# Liste der Naturdenkmäler in Brixen
Die Liste der Naturdenkmäler in Brixen (italienisch Bressanone) enthält die 37 als Naturdenkmal ausgewiesenen Objekte auf dem Gebiet der Stadt Brixen in Südtirol.
Basis ist das im Internet einsehbare offizielle Verzeichnis der Naturdenkmäler in Südtirol (Stand: 23. Januar 2015). Dabei kann es sich um botanische, geologische oder hydrologische Naturdenkmäler handeln. Die Reihenfolge in dieser Liste orientiert sich an der ID, alternativ ist sie auch nach dem Namen sortierbar.

## Liste
| Foto |                 | Name                                                                 | Standort                     | Beschreibung                             |
| ---- | --------------- | -------------------------------------------------------------------- | ---------------------------- | ---------------------------------------- |
| ja   | Datei hochladen | eine Linde bei der Kirche von Tschötsch ID: 012_G01                  | 46° 41′ 30″ N, 11° 37′ 56″ O | Botanisches Naturdenkmal: Linde          |
| ja   | Datei hochladen | zwei Linden oberhalb Pinzagen ID: 012_G02                            | 46° 42′ 29″ N, 11° 38′ 8″ O  | Botanisches Naturdenkmal: Linden         |
| ja   | Datei hochladen | eine Linde bei der Kirche von Tils ID: 012_G03                       | 46° 42′ 38″ N, 11° 37′ 56″ O | Botanisches Naturdenkmal: Linde          |
| ja   | Datei hochladen | eine türkische Baumhasel bei der Villa Adele ID: 012_G04             | 46° 42′ 54″ N, 11° 39′ 15″ O | Botanisches Naturdenkmal: Baumhasel      |
| ja   | Datei hochladen | ein Schnurbaum vor der Hofburg ID: 012_G05                           | 46° 42′ 54″ N, 11° 39′ 24″ O | Botanisches Naturdenkmal: Schnurbaum     |
| BW   | Datei hochladen | eine Zeder im Obstgarten der Hofburg ID: 012_G06                     | 46° 42′ 52″ N, 11° 39′ 27″ O | Botanisches Naturdenkmal: Zeder          |
| BW   | Datei hochladen | zwei Mammutbäume beim Sanatorium ID: 012_G07                         | 46° 43′ 22″ N, 11° 38′ 54″ O | Botanisches Naturdenkmal: Mammutbäume    |
| ja   | Datei hochladen | zwei Mammutbäume beim Kurhaus Guggenberg ID: 012_G08                 | 46° 43′ 1″ N, 11° 39′ 42″ O  | Botanisches Naturdenkmal: Mammutbäume    |
| BW   | Datei hochladen | eine Zypresse bei Krakofel ID: 012_G09                               | 46° 43′ 7″ N, 11° 39′ 56″ O  | Botanisches Naturdenkmal: Zypresse       |
| BW   | Datei hochladen | eine Linde in Elvas ID: 012_G10                                      | 46° 43′ 55″ N, 11° 40′ 3″ O  | Botanisches Naturdenkmal: Linde          |
| BW   | Datei hochladen | eine Edelkastanie beim Bodnerhof (Sarns) ID: 012_G11                 | 46° 41′ 31″ N, 11° 39′ 18″ O | Botanisches Naturdenkmal: Edelkastanie   |
| BW   | Datei hochladen | sechs Mammutbäume beim Schloss Pallaus ID: 012_G12                   | 46° 41′ 30″ N, 11° 39′ 8″ O  | Botanisches Naturdenkmal: Mammutbäume    |
| BW   | Datei hochladen | eine Edelkastanie in Sarns ID: 012_G13                               | 46° 41′ 10″ N, 11° 38′ 54″ O | Botanisches Naturdenkmal: Edelkastanie   |
| BW   | Datei hochladen | eine Linde beim Frötscherhof (Mellaun) ID: 012_G14                   | 46° 41′ 16″ N, 11° 39′ 59″ O | Botanisches Naturdenkmal: Linde          |
| BW   | Datei hochladen | eine Linde beim Almdötscherhof (Mellaun) ID: 012_G15                 | 46° 41′ 26″ N, 11° 40′ 17″ O | Botanisches Naturdenkmal: Linde          |
| BW   | Datei hochladen | eine Linde beim Rungschnöllerhof (Mellaun) ID: 012_G16               | 46° 41′ 37″ N, 11° 40′ 26″ O | Botanisches Naturdenkmal: Linde          |
| BW   | Datei hochladen | eine Tanne beim Fuchsöhlerhof (St. Andrä) ID: 012_G17                | 46° 41′ 40″ N, 11° 40′ 42″ O | Botanisches Naturdenkmal: Tanne          |
| BW   | Datei hochladen | eine Linde unterhalb St. Andrä ID: 012_G18                           | 46° 41′ 55″ N, 11° 40′ 27″ O | Botanisches Naturdenkmal: Linde          |
| BW   | Datei hochladen | eine Linde bei der Tischlerei Goller (St. Andrä) ID: 012_G19         | 46° 42′ 0″ N, 11° 40′ 29″ O  | Botanisches Naturdenkmal: Linde          |
| BW   | Datei hochladen | eine Linde oberhalb Unterkarnol ID: 012_G20                          | 46° 42′ 31″ N, 11° 40′ 30″ O | Botanisches Naturdenkmal: Linde          |
| BW   | Datei hochladen | eine Edelkastanie unterhalb des Gebreitnerhofes (Karnol) ID: 012_G21 | 46° 42′ 57″ N, 11° 40′ 34″ O | Botanisches Naturdenkmal: Edelkastanie   |
| BW   | Datei hochladen | eine Linde beim Ramuserhof (St. Leonhard) ID: 012_G22                | 46° 43′ 40″ N, 11° 41′ 46″ O | Botanisches Naturdenkmal: Linde          |
| BW   | Datei hochladen | ein Bergahorn unterhalb des Platzbonhofes (St. Andrä) ID: 012_G23    | 46° 42′ 2″ N, 11° 41′ 24″ O  | Botanisches Naturdenkmal: Bergahorn      |
| BW   | Datei hochladen | eine Hängefichte Oberhalb Palmschoss ID: 012_G24                     | 46° 40′ 43″ N, 11° 42′ 59″ O | Botanisches Naturdenkmal: Häbgefichte    |
| ja   | Datei hochladen | Tschötscher Heide ID: 012_G25                                        | 46° 42′ 15″ N, 11° 38′ 41″ O | Botanisches Naturdenkmal: Kastanienhain  |
| ja   | Datei hochladen | Hangquellmoor unterhalb des Gebreitnerhofes (Karnol) ID: 012_G26     | 46° 42′ 53″ N, 11° 40′ 34″ O | Hydrologisches Naturdenkmal: Feuchtwiese |
| BW   | Datei hochladen | Kuhtodmoos nahe der Edelweiß-Hütte ID: 012_G27                       | 46° 40′ 3″ N, 11° 46′ 0″ O   | Hydrologisches Naturdenkmal: Niedermoor  |
| BW   | Datei hochladen | eine Feuchtfläche unterhalb der Enzianhütte ID: 012_G28              | 46° 40′ 18″ N, 11° 45′ 57″ O | Hydrologisches Naturdenkmal: Niedermoor  |
| ja   | Datei hochladen | eine Zeder bei der Villa Kinsky ID: 012_G29                          | 46° 42′ 51″ N, 11° 39′ 44″ O | Botanisches Naturdenkmal: Zeder          |
| BW   | Datei hochladen | eine Zeder beim Bühlerhof (Sarns) ID: 012_G30                        | 46° 41′ 19″ N, 11° 38′ 57″ O | Botanisches Naturdenkmal: Zeder          |
| BW   | Datei hochladen | Sarnserau ID: 012_G31                                                | 46° 41′ 46″ N, 11° 38′ 50″ O | Hydrologisches Naturdenkmal:             |
| BW   | Datei hochladen | Wackerersee ID: 012_G32                                              | 46° 40′ 33″ N, 11° 46′ 53″ O | Hydrologisches Naturdenkmal: See         |
| BW   | Datei hochladen | Wackerermoor ID: 012_G33                                             | 46° 40′ 26″ N, 11° 47′ 0″ O  | Hydrologisches Naturdenkmal:             |
| ja   | Datei hochladen | Weißlahnturm ID: 012_G34                                             | 46° 43′ 8″ N, 11° 38′ 19″ O  | Geologisches Naturdenkmal:               |
| ja   | Datei hochladen | Eislöcher in Trunt ID: 012_G35                                       | 46° 42′ 44″ N, 11° 40′ 12″ O | Geologisches Naturdenkmal: Eislöcher     |
| BW   | Datei hochladen | vier Kirschbäume unterhalb des Prasthofes (St. Leonhard) ID: 012_G36 | 46° 43′ 7″ N, 11° 41′ 51″ O  | Botanisches Naturdenkmal: Kirschbäume    |
| BW   | Datei hochladen | Eislöcher in der Ganne bei Albeins ID: 012_G37                       | 46° 40′ 5″ N, 11° 37′ 22″ O  | Geologisches Naturdenkmal: Eislöcher     |

| Foto: | Fotografie des Naturdenkmals. Klicken des Fotos erzeugt eine vergrößerte Ansicht. Daneben finden sich zwei Symbole: |
| ID    | Identifikator bei der Abteilung Natur, Landschaft und Raumentwicklung der Südtiroler Landesverwaltung               |